# Bell OH-58 Kiowa
Bell OH-58 Kiowa je družina lahkih enomotornih vojaških helikopterjev. Uporabljajo se za izvdiništvo, transport in podporo kopenskih silam. Bell Helicopter je razvil Kiowo na podlagi Modela 206A JetRanger. V uporabi je že od leta 1969, nekatere verzije bo nasledil Eurocopter UH-72 Lakota. 
OH-58 so proizvajali tudi pod licenco v Avstraliji. Zadnja verzija OH-58D se imenuje Kiowa Warrior. Zgradili so okrog 2200 helikopterjev. Bojno se je uporabljal v Vietnamu, Panami, Afganistanu in Iraku.
Verzijo OH-58A je poganjal en turbogredni motor Allison T63-A-700 s 317 KM, na OH-58D so uporabili precej močnejši motor Rolls-Royce T703-AD-700A s 650 KM.

## Specifikacije (OH-58D)
- Posadka: 2
- Dolžina: 42 ft 2 in (12,85 m)
- Premer glavnega rotorja: 35 ft 0 in (10,67 m)
- Višina: 12 ft 105⁄8 in (3,93 m)
- Prazna teža: 3829 lb (1737 kg)
- Gros teža: 5500 lb (2495 kg)
- Motor: 1 × Rolls-Royce T703-AD-700A ali 250-C30R3 turbogredni, 650 KM (485 kW)

- Maks. hitrost: 149 mph (240 km/h)
- Potovalna hitrost: 127 mph (204 km/h)
- Dolet: 161 milj (556 km)
- Čas leta: 2,0 ure
- Višina leta (servisna): 15000 ft (4575 m)
- Orožje: vsak od dveh nosilcev lahko tovori:
- 1x M3P (ali M296) .50 cal (12.7 mm) strojnica
- 1x izstreljevalec reaketaLAU-68 ali 7x 2.75" Hydra 70 rakete
- 2x AGM-114 Hellfire protitankovske rakete